# Genootskap van Regte Afrikaners
Het Genootskap van Regte Afrikaners (Nederlands: Genootschap van Echte Afrikaners) was een genootschap en de eerste groep die zich inzette voor de verheffing van Afrikaans tot volwaardige taal. Het genootschap is op 14 augustus 1875 in Paarl gesticht door een groep Afrikaans- en Nederlandstaligen uit de Engelse Kaapkolonie, de hedendaagse Zuid-Afrikaanse provincie West-Kaap. Het genootschap gaf vanaf 15 januari 1876 een journaal genaamd Die Afrikaanse Patriot, alsook meerdere boeken zoals woordenboeken, religieus materiaal en geschiedenisboeken uit. Die Afrikaanse Patriot werd in 1905 opgeheven.
De opvolgers van het Genootskap van Regte Afrikaners kregen het voor elkaar dat het Afrikaans in het algemeen niet langer als een Nederlands dialect werd beschouwd. De discussie rondom de status van Afrikaans sluimert echter nog steeds.

## Voorgeschiedenis
Toen Jan van Riebeeck in opdracht van de Vereenigde Oostindische Compagnie in 1652 Kaapstad en de Nederlandse Kaapkolonie stichtte, begon het in de Kaap gesproken Nederlands langzaam te veranderen ten opzichte van het in Europa gesproken Nederlands. Hoewel de blanke Nederlandse kolonisten hoofdzakelijk Nederlands bleven spreken, verbasterde het Nederlands zich onder de kleurlingen tot Afrikaans. Tussen 1822 en 1875 schakelden veel Nederlandse kolonisten in de Engelse Kaapkolonie over naar het Afrikaans, omdat het zeer moeilijk was het Nederlands te onderhouden. Het Nederlands was door de Britten totaal afgeschaft (en verboden) in het openbare leven. Deze vorm van taalverval gebeurde in mindere mate in de onafhankelijke boerenrepublieken, omdat daar wel Nederlands onderwijs was.
Schrijver Louis Henri Meurant merkte op dat de "Nederlandstalige" boeren uit de Oost-Kaap makkelijker Afrikaans dan Nederlands verstaan konden en schreef hierover in zijn bekende artikel Zamenspraak tusschen Klaas Waarzegger en Jan Twyfelaar, over het onderwerp van afscheiding tusschen de Oostelyke en Westelyke Provincie in Het Cradocksche Nieuwsblad. Meurant gebruikte zijn artikel Zamenspraak om de lezers van het nieuwsblad van bepaalde politieke standpunten te overtuigen in de taal, die de lezers het best konden begrijpen. Daarom kreeg dit werk grote bekendheid. Zamenspraak wordt beschouwd als het eerste ernstige Afrikaanse geschrift, aangezien de Afrikaanse geschriften van vóór de publicatie van Zamenspraak slechts van komische aard waren, zoals de geschriften De vruchten mijner werkzaamheden (dialoog, 1825). Die nieuwe ridderorde (drama, 1832) en Kaatje Kekkelbek (monoloog 1838).

### Oprichting Genootskap
Het Genootskap van Regte Afrikaners was de drijfkracht achter de Eerste Afrikaanse Taalbeweging. Arnoldus Pannevis, een Nederlandse onderwijzer, die de "vertaling" van de Nederlandse Statenbijbel in het Afrikaans beijverde, wordt over het algemeen gezien als de geestelijke vader van het genootschap.
Hij was van mening dat de Kleurlingen de Nederlandse Statenbijbel niet goed konden begrijpen en pleitte daarom voor een Afrikaanse Bijbelvertaling. Reeds op 4 november 1874 schreef Pannevis in het blad de Zuid-Afrikaan een artikel onder de titel: Is die Afferkaans wesenlijk een taal?. Hierin was hij van mening dat de Afrikaner Un genootskap foor die befordering fan die Afferkaanse taal nodig had.
Het Genootskap van Regte Afrikaners is op 14 augustus 1875 in het huis van Gideon Malherbe te Paarl gesticht. Acht mannen waren vertegenwoordigd op de eerste vergadering:
- G. Malherbe (wijnboer, 42 jaar)
- C.P. Hoogenhout (onderwijzer, schrijver en dichter, 32 jaar)
- D.F. du Toit (bekend als Dokter)
- D.F. du Toit (bekend als Oom Lokomotief, onderwijzer, journalist, 29 jaar)
- S.J. du Toit (predikant, 27 jaar)
- August Ahrbeck (student, 24 jaar)
- Petrus Malherbe (wijnboer, 22 jaar) en
- S.G. du Toit (student, 20 jaar).

Allen, behalve Hoogenhout en Ahrbeck, waren aan elkaar verwant. De meeste stichters waren afstammelingen van hugenoten.
Op 25 september 1875, tijdens de tweede vergadering, kreeg het Genootskap een bestuur onder voorzitterschap van S.J. du Toit.

### Activiteiten
Motto: "Om te staan vir ons Taal, ons Nasie en ons Land."
Doelen:
- De vertaling van de Nederlandse Statenbijbel in het Afrikaans;
- De maandelijkse uitgave van het blad Die Afrikaanse Patriot;
- Het opstellen van een gereguleerde Afrikaanse Spraakkunst en een Woordenboek.

Lied: Ieder nasie het sy land.
C.P. Hoogenhout, een van de stichtende leden en de tweede voorzitter van het genootschap schrijft in 1879 de eerste roman in het Afrikaans, Catharina, die dogter van die advokaat. "Sekere tekste uit die periode van die GRA wat in 1875 tot stand gekom het, ... gaan nie net om die bevordering van 'n miskende taal nie, maar ook diskoerse as middel tot verset, propaganda en die (be)vestiging van 'n eie identiteit."
De leden van het Genootskap vergaderden in het geheim omdat het publiek sterk gekant was tegen het idee van een Afrikaanse schrijftaal (apart van het Nederlands).

## Nieuwsbladen
Die Afrikaanse Patriot was het eerste Afrikaanse nieuwsblad, dat vanaf 15 januari 1876 door het Genootskap van Regte Afrikaners in Paarl werd uitgegeven. Die Afrikaanse Patriot werd later opgevolgd door de Paarl Post.

## Eerste taalmonument/Nederlandse taalmonument
Het Eerste taalmonument is op 18 januari 1893 te Burgersdorp onthuld en was een mijlpaal in de taalgeschiedenis van de Afrikaner en Nederlanders in Zuid-Afrika. Het Eerste taalmonument staat ook bekend als het Nederlandse taalmonument.

## Tweede taalmonument/Afrikaanse taalmonument
Die Afrikaanse Taalmonument werd op 14 augustus 1975 onthuld in het voormalige huis van Gideon Malherbe. Dit monument staat ook bekend als het Tweede taalmonument. Het Tweede Taalmonument is in 1975 voltooid om de halve eeuw erkenning voor het Afrikaans te herdenken.

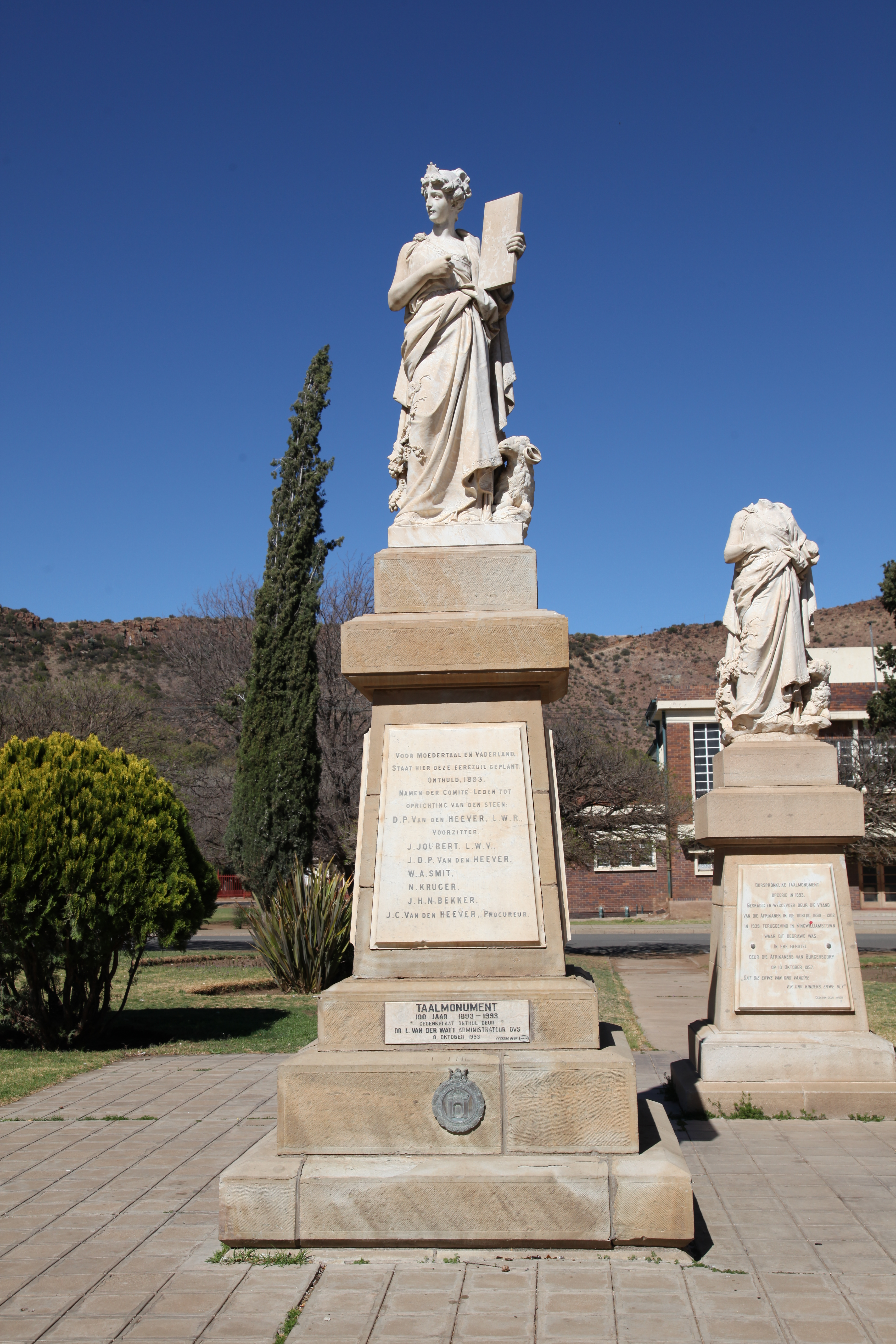
Nederlandse taalmonument
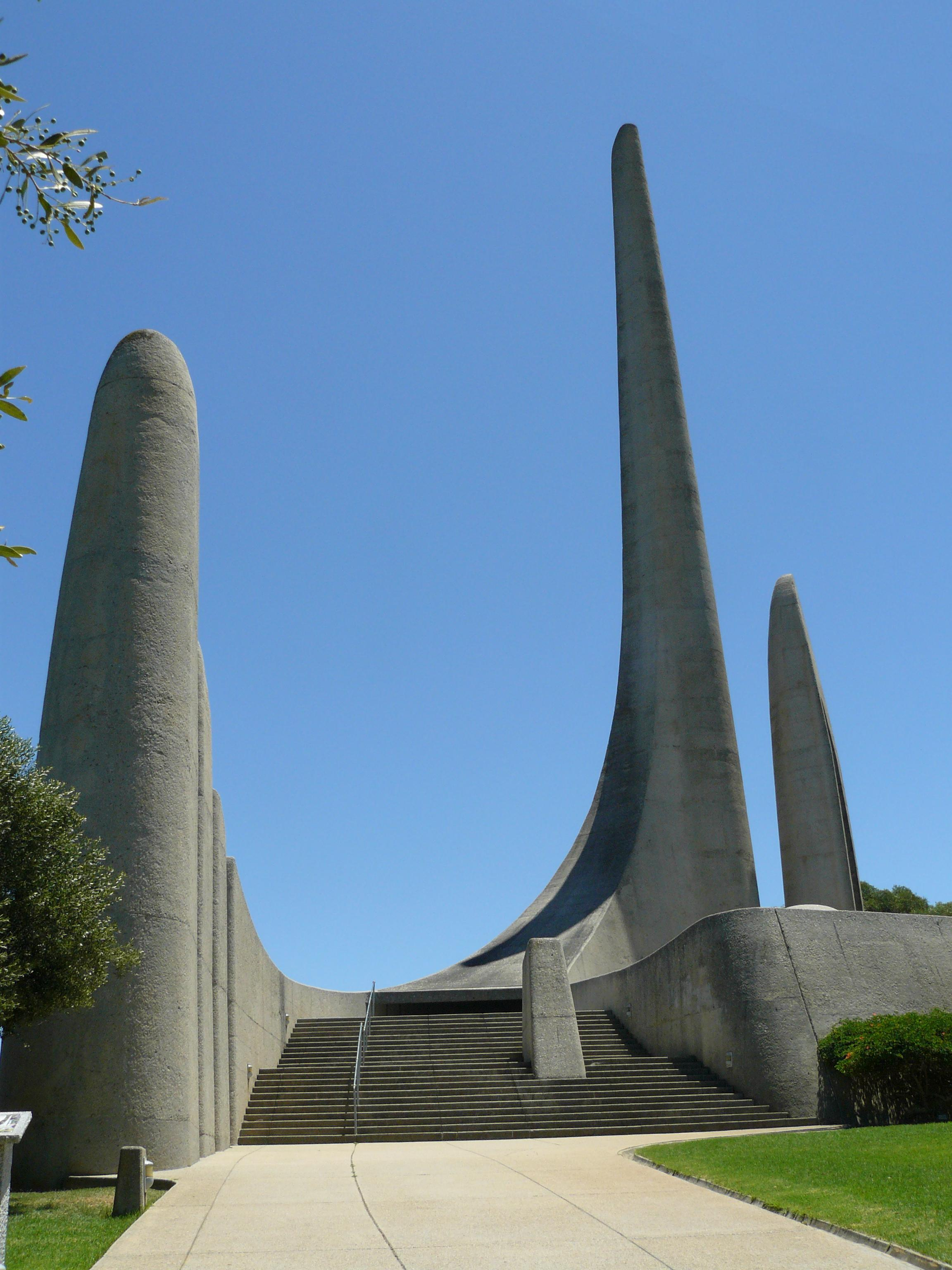
Die Afrikaanse Taalmonument